# Sigizmund Levanevsky
Sigizmund Aleksandrovich Levanevsky, född 15 maj 1902 av polska föräldrar i Sankt Petersburg, död 13 augusti 1937, var en sovjetisk pilot. Han var bror till flygaren Józef Lewoniewski (1899-1933).
Levanevsky deltog i oktoberrevolutionen 1917 på bolsjeviksidan. Senare deltog han i inbördeskriget som soldat i Röda armén. Han utexaminerades från flygskolan i Sevastopol 1925 och var verksam som militärpilot fram till 1930, då han överfördes till flygstyrkornas reserv.
Han var en av Sovjets pionjärer i distansflygning med flera rekord. När den amerikanske piloten James Mattern tvingades nödlanda utanför Anadyr under sitt försök att flyga jorden runt, var det Levanevsky som med sitt flygplan räddade honom den 13 juli 1933. Han utsågs till Sovjetunionens hjälte 1934 efter att han genomfört en lyckad räddningsaktion när forskningsfartyget Cheliuskin sjönk.
Han satte ett distansrekord med sin 19 000 kilometer långa flygning från Los Angeles till Moskva 1936. Ett år senare skulle han göra sin sista flygning. Den 12 augusti 1937 startade han med sex deltagare en resa från Moskva till USA via nordpolen med en DB-A. Dagen efter meddelade man via radio att man stött på sämre väderförhållanden. Klockan 14:58 GMT bröts radioförbindelsen med flygplanet. Trots ett stort räddningspådrag från ett flertal nationer kunde inga spår efter flygplan eller besättning återfinnas. 